# La Roquette-sur-Siagne
La Roquette-sur-Siagne là một xã ở tỉnh Alpes-Maritimes, vùng Provence-Alpes-Côte d'Azur ở đông nam nước Pháp.